# 色種
色種（しきしゅ、スージョン）は、青茶（烏龍茶）の銘柄の1つ。生産量は全烏龍茶の半分弱を占める。

## 概要
中華人民共和国福建省の安渓県、漳州市において、鉄観音以外の本山（ほんざん）、梅占（めいせん）、福雲などの品種をブレンドした銘柄である。
製法が鉄観音と似ているため、茶葉の形状も鉄観音に似ている。ブレンド茶であるため、同じ「色種」でも質の差は大きい。

## 歴史
1950年代に安渓県で製造される青茶の茶葉のうち、鉄観音種、烏龍種以外の50あまりの品種の総称として「色種」という呼称が使われるようになった。
今日では上述のようにこれらの茶葉をブレンドした銘柄としても「色種」が用いられる。
福建省南部の茶葉でブレンドされるため、福建省南部を指す「閩南」を付けて、閩南色種（びんなんしきしゅ）とも呼ばれる。